# بلاغت دارو
بلاغت دارو (به فرانسوی: Rhétorique de la drogue) عنوان رساله‌ای از فیلسوف فرانسوی ژاک دریدا به سال 1990 می‌باشد. وی چنین برداشت می‌کند که مفهوم دارو مبنای غیرعلمی داشته و بر پایه ارزیابی‌های اخلاقی یا سیاسی طرح‌ریزی شده است. دریدا در تحلیل فلسفی-زبانشناختیِ خود، از رمز و رازهای اجتماعی-فرهنگی در خصوص داروها پرده‌برداری می‌کند.
دریدا همچنین به بحث در خصوص داروهای مورد استفاده توسط ورزشکاران می‌پردازد و می گوید "در مورد زنان ورزشکاری که برای القاء و تشدید اثرات هورمونی دست به بارداری زده و سپس جنین خود را سقط می‌کنند چه می‌شود گفت؟" 
دریدا پیوند میان بلاغت دارو با ایدئولوژی غربی را مطرح می‌سازد و عنوان می‌دارد "دیگران بر حق بوده‌اند که فرهنگ دارویی را با فرهنگ، مذهب و اخلاقیات شرقی مرتبط دانسته‌اند" و سپس می‌افزاید "روشنگری در جوهره خود به ستیز با دارو می‌پردازد". 